# Preston (Schiff, 1921)
Die USS Preston (Kennung DD-327) war ein Zerstörer der U.S. Navy nach dem Ersten Weltkriege und das vierte Schiff, das diesen Namen trug. Sie gehörte zur Clemson-Klasse und war nach dem 1865 vor Wilmington (North Carolina) gefallenen US-Leutnant Samuel W. Preston benannt.
Bauwerft waren die Union Iron Works in San Francisco der Bethlehem Shipbuilding Corporation, einer Tochtergesellschaft der Bethlehem Steel Corporation.

## Geschichte des Schiffes
Die meisten Aufträge für den Bau von Zerstörern der Clemson-Klasse ergingen am 6. Oktober 1917. Die gerade gebildete Bethlehem Shipbuilding Corporation erhielt Aufträge für 85 Zerstörer dieses Typs. Die Preston war einer der 40 Zerstörer (DD-296 bis 335), die an der amerikanischen Westküste auf den Union Iron Works des Konzerns in San Francisco entstanden. Die Kiellegung des Zerstörers N°327 erfolgte am 19. Juli 1919, er lief dann am 7. August 1920 vom Stapel und wurde von der Ehefrau des Marineministers Josephus Daniels getauft. Am 13. April 1921 stellte Commander George T. Swasey den Zerstörer in Dienst.
Einsatzgebiet war zunächst die Westküste der USA, wo Ausbildungs- und Patrouillenfahrten unternommen wurden. Ab Dezember 1921 verlegte die Preston an die Ostküste und wurde der „Destroyer Force“ der U.S. Atlantic Fleet zugewiesen. Das Schiff operierte an der Ostküste und verlegte im Winter für Ausbildungsfahrten in die Karibik. Dieser Rhythmus wurde im Juni 1925 unterbrochen, als die Preston zu einer Auslandsreise mit der „US Naval Forces in European Waters“ abkommandiert wurde. Diese Reise führte den Zerstörer in verschiedenen Häfen von Skandinavien bis in das Mittelmeer. ZU den besuchten Häfen gehörten Kopenhagen am 22. Juli und Bergen (Norwegen) am 22. August 1925 sowie Triest Ende März 1926, Venedig Anfang April und St. Nazaire im Juni 1926. Der Zerstörer bildete mit den Schwesterschiffen Coghlan, Lamson und Bruce die DesDiv 27. Im Juli 1926 kehrte die Preston nach New York City zurück und begann wieder mit ihren turnusmäßigen Routineaufgaben. Sie wurde vor der US-Ostküste und in der Karibik eingesetzt.
Gemäß den Bestimmungen der Londoner Konferenz von 1930 verfügte die US Navy über zu viele Zerstörer. Darüber hinaus kamen Probleme mit den Yarrow-Kesseln der bei Bethlehem gebauten Zerstörer, deren Reparatur oder Ersatz durch neue Kessel teurer und aufwendiger erschien als die Indienstnahme bislang kaum genutzter Zerstörer der Reserve.
Nach der Außerdienststellung am 1. Mai 1930 in Philadelphia wurde das Schiff zu Versuchszwecken an die Norfolk Navy Yard übergeben, um die Belastbarkeit des Rumpfes zu testen. Von dort wurde die Hulk am 23. August 1932 zum Abbruch verkauft wurde.